# Putto che suona
Il Putto che suona (o Angiolino musicante, o Angelo che suona il liuto) è un dipinto a olio su tavola (39x47 cm) di Rosso Fiorentino, databile al 1521 e conservato nella Galleria degli Uffizi di Firenze. L'opera è firmata "Rubeus Florentinus" con una data incertamente leggibile come il 1521.

## Storia e descrizione
Il dipinto è entrato nella Tribuna degli Uffizi dal 29 giugno 1605, con attribuzione al Rosso, cambiata poi, negli inventari del 1635-1638, 1704 e 1753, al Beccafumi, in quello del 1784 a Francesco Vanni e, dal 1825, di nuovo al Rosso.
È stato a lungo ritenuto opera a sé stante, finché col restauro del 2000 le riflettografie rivelarono che si tratta forse di un frammento di una pala di maggiori dimensioni. Lo sfondo scuro nasconde infatti le incisioni parallele del disegno di alcuni gradini, su cui l'angelo stava seduto, probabilmente ai piedi di un trono della Vergine col Bambino. In basso a destra sono state rinvenute, parzialmente abrase, la firma del Rosso e la data. Visto che l'artista si firmò "florent[inus]" è probabile che l'opera fosse stata dipinta durante uno dei suoi viaggi lontano dalla città d'origine, forse a Volterra, come farebbe pensare la data appena leggibile del 1521.
Il fanciullo alato è ritratto adagiato sullo strumento, un liuto, quasi più grande di lui, mentre lo suona con amorevole impegno e pieno assorbimento. Tocchi di rosso, nelle ali, nelle guance e sulla punta del naso, ravvivano l'orchestrazione cromatica, in cui si alternano toni freddi, nell'incarnato e nelle piume delle ali, e caldi, nel legno dello strumento. Nei ricci indomabili della capigliatura si nota quella indole anticonvenzionale ed estrosa dell'artista. Notevole è la padronanza degli effetti luminosi, ad esempio nel profilo rischiarato appena da una lunga pennellata di bianco sull'ala sinistra, quella in ombra.
Dell'opera originaria resta una citazione, con tanto di angiolino seduto nella medesima posizione, in una pala di Francesco Vanni nella collegiata di Asciano, databile al 1600 circa.

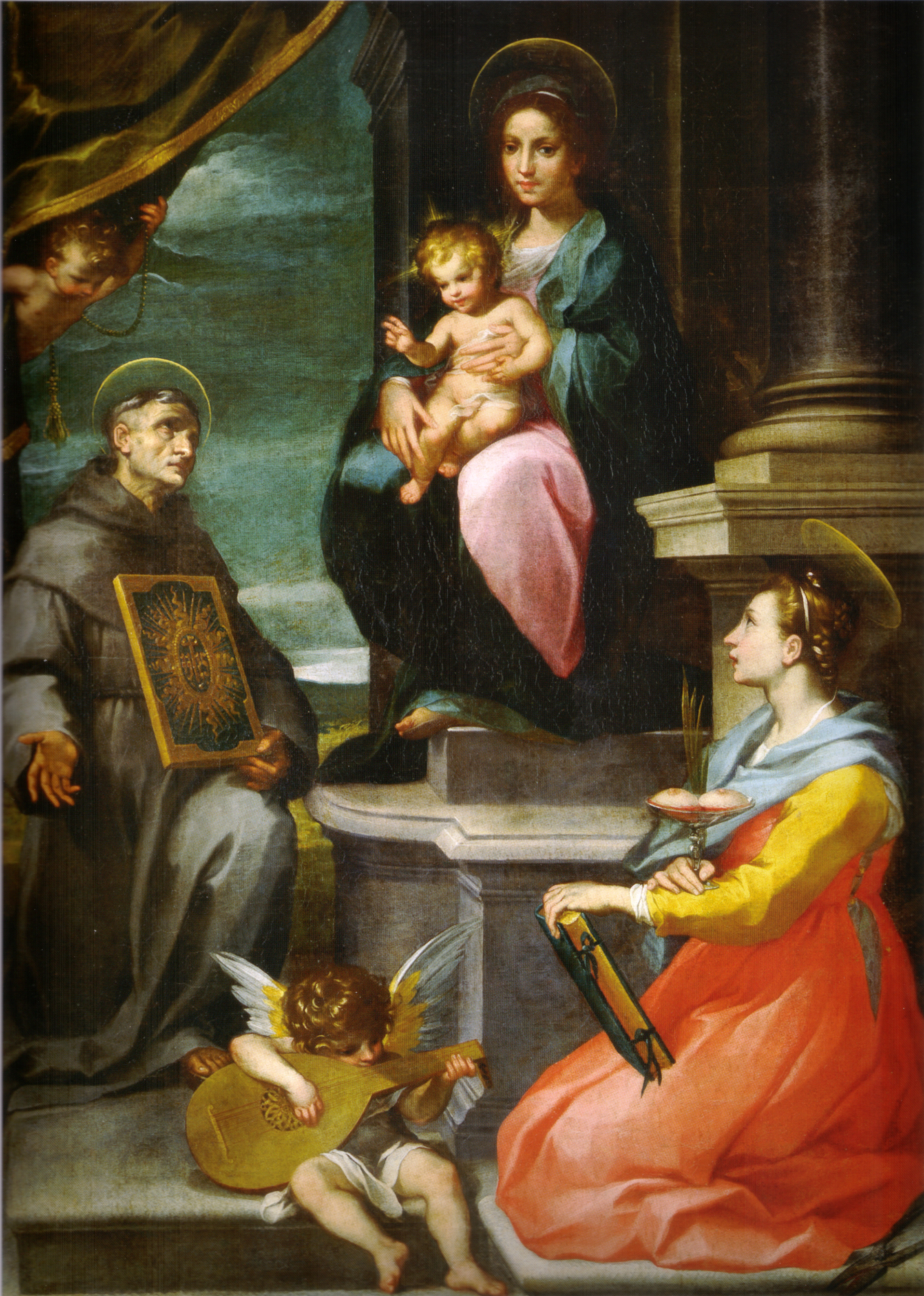
La pala d'Asciano di Francesco Vanni